# Ramón Otero Túñez
Ramón Otero Túñez (Santiago de Compostela, 23 de junio de 1925-ibidem, 9 de febrero de 2010) fue un historiador del arte y catedrático de universidad español.

## Biografía

### Formación
Se licenció en Filosofía y Letras, con premio extraordinario, en la Universidad de Santiago de Compostela en 1946, e inició la especialidad de Historia del Arte bajo la dirección de Calixto García Seoane, doctorándose en 1950 en la Universidad Central de Madrid con la tesis "La imaginería en Santiago de Compostela", dirigida por Francisco Javier Sánchez Cantón.
Fue pensionado por el Ministerio de Educación Nacional (España) para ampliar estudios en los Países Bajos (1952) e Italia (1954) y completó su formación con viajes de estudio por todas las regiones españolas, Francia, Portugal e Israel.

### Labor docente
En 1949 ganó por oposición la plaza de profesor adjunto de Historia del Arte de la Universidad de Santiago de Compostela, que luego desempeñó en la Universidad de Madrid, al lado de Francisco Javier Sánchez Cantón. También ejerció la docencia en Norteamérica (1962-1963). En este último año obtuvo el número uno en las oposiciones a cátedras de Historia del Arte, ejerciendo durante un curso en la Universidad de Murcia, trasladándose en el curso siguiente a la de Santiago, en la que permaneció hasta su jubilación.

### Labor investigadora
Con Ramón Yzquierdo Perrín investigó el Coro pétreo del Maestro Mateo de la nave mayor de la Catedral de Santiago de Compostela, trabajo que permitió la reconstrucción de la mayor parte de la sillería alta en una nueva sala del Museo de la Catedral de Santiago de Compostela, tarea que se desarrolló en varios años.

### Reconocimientos
Fue miembro correspondiente de la Real Academia de Bellas Artes de San Fernando, de la Real Academia de Bellas Artes de Santa Isabel de Hungría de Sevilla y de la Academia Nacional de Belas-Artes de Lisboa, y miembro de número de la sección de escultura de la Real Academia Gallega de Bellas Artes.
En 1974, Otero Túñez fue galardonado con la medalla de oro de la Facultad de Filosofía y Letras de la Universidad de Santiago.
Con motivo de su jubilación se publicaron dos libros en su homenaje:
- María del Pilar de Torres Luna (1988): Biografía y bibliografía científicas del Ilmo. Sr. D. Ramón Otero Túñez en sus veinticinco años de catedrático (1963-1988). Santiago de Copmpostela: Tórculo. ISBN 84-404-1468-4.
- José López-Calo, coord. (1993): Estudios sobre Historia del Arte: ofrecidos al Prof. Dr. D. Ramón Otero Túñez en su 65º cumpleaños. Santiago de Compostela: Universidade de Santiago de Compostela, Servizo de Publicacións. ISBN 84-8121-072-2.

## Obras
Otero Túñez publicó catorce artículos en revistas, treinta y cinco artículos en obras colectivas, y  siete libros, además de dirigir siete tesis doctorales.

### Libros
- Arte barroco italiano. Santiago, 1952. (Reed. 1964).
- El escultor Ferreiro (1738-1830). Santiago, 1957.
- El escultor Francisco Asorey. Santiago, 1959.
- La Catedral de Santiago de Compostela. La Edad Contemporánea, 1977.
- Plástiaca gallega. Entre dos siglos: Tres generaciones en la pintura gallega. Vigo, 1981.
- El "Legado" artístico de la Compañía de Jesús a la Universidad de Santiago. Santiago, 1986.
- El coro del maestro Mateo. (Con Ramón Yzquierdo Perrín). A Coruña, 1990.